# Liechtenstein aux Jeux paralympiques d'hiver de 2022
Le Liechtenstein participe aux Jeux paralympiques d'hiver de 2022 à Pékin en Chine du 4 au 13 mars 2022. Il s'agit de sa troisième participation à des Jeux d'hiver, un retour après une dernière apparition aux jeux de Lillehammer en 1994.
La délégation est très restreinte avec une seule skieuse en fauteuil, Sarah Hundert. Elle sera accompagnée de son entraîneur Ralf Jegler et de la physiothérapeute Milena Bauch.

## Compétition

### Ski alpin
Sarah Hundert (LW10-2), skieuse de 31 ans natif de Schaan, va participer à ses premiers jeux ; elle avait dû arrêter la compétition en 2019/2020 à cause d'une fracture de la clavicule. Lors de la saison suivante, elle se blesse à nouveau à l'épaule droite après avoir chuté lors de la Coupe d'Europe 2020 à Saint-Moritz, en Suisse.
Hundert souffre de paraplégie à la suite d'un accident de VTT survenu alors qu'elle participait à la Coupe suisse de descente 2010.